# Bart De Pauw
Pour les articles homonymes, voir Pauw.
Bart De Pauw, né à Wachtebeke (Belgique) le 28 mai 1968 , est un producteur belge de télévision, aussi acteur et scénariste. Il a réalisé plusieurs épisodes de séries télévisées. Beaucoup de ses programmes sont humoristiques.

## Biographie
Bart De Pauw s'est fait connaître sur les chaînes de télévision flamandes pour les programmes Buiten De Zone (nl), Schalkse Ruiters (nl), Het Geslacht De Pauw (nl), Willy's en Marjetten (nl), De Mol et Quiz Me Quick (nl). 

### Affaires et procès
Le 10 novembre 2017, la VRT annonce qu'elle met fin à sa collaboration avec l'animateur vedette pour des comportements déplacés (l'envoi de centaines de sms à caractère sexuel à différentes collaboratrices).
Son procès pour harcèlement et cyberharcèlement à l'encontre de treize femmes s'ouvre le 13 octobre 2021 au tribunal de Malines. Il est reconnu coupable et condamné en novembre 2021 à six mois de prison avec un sursis probatoire de trois ans.

## Filmographie

### Scénariste
- 2008 : Loft d'Erik Van Looy

### Acteur
- 1996 : Alles moet weg (nl) : Soo De Paepe
- 1996 : Jingle Bells (court métrage) : Gert (court métrage)
- 1997 : Straffe koffie : Filip (court métrage)
- 2000 : Team Spirit : Arbitre 1
- 2003 : Team Spirit 2 (nl) : Docteur
- 2016 : Pippa : Olivier Dumoulin